# 綠燈俠：動畫系列
《綠燈俠：動畫系列》（英語：Green Lantern: The Animated Series）是取於DC漫畫超級英雄綠燈俠的美國動畫電視劇。該系列產品目前在卡通頻道上播出，於2011年11月11日播出先睹為快。正常播出從2012年3月3日至2013年3月16日，作為一個新節目於每周放送。經過特殊篩選的第一集在2011年10月15日在紐約動漫展發表。這是第一個綠燈俠電視連續劇和第一的CGI DC/WB系列，該系列過完第一季後被取消，因此玩具上的銷售變得較差。

## 劇情
故事主要重於2814部門的哈爾·喬丹和他的合作夥伴基格沃格的冒險。
兩人在偷走了守護者塞德的飛船「艾雅」後，前往聽說有綠光戰警遇難的「邊緣地區」，在那裏卻意外地遇見了前所未見的敵人紅光軍團。
他們的領導人阿托希塔斯是想向破壞他世界的綠光戰警復仇，並不斷襲擊當地的綠光戰警，和哈爾·喬丹等人為敵。

## 登場人物

### 主要人物
- 哈爾·喬丹（Hal Jordan，配音：Josh Keaton）

主角。第一位人類綠光戰警，同時也認為是最好的一位。
他幾乎無所畏懼，有著比誰都強的正義感，喜歡駕駛飛行器，擅長運用戒指。
經常違抗命令，無視規則的來成功，守護者們基於其功績而無視他的罪過。
在第1季開始的下半年，他被同作為地球的綠光戰警蓋伊·加德納替換，哈爾也被晉升為榮譽衛隊，因為他戰勝了紅光軍團。
- 基洛沃格（Kilowog，配音：凱文·邁克爾·理查森）

一位資深的綠光戰警，是哈爾的親密朋友。
負責培訓新的綠光戰警新兵。
個性粗魯但可靠，力氣很大，擅長用錘子戰鬥（綠光作成）。
和哈爾一起到邊緣地區調查，雖然不想為抗軍團的規則而對哈爾的行動有所猶豫的態度，但還是完全忠於他。
起初對雷蛇感到不悅，但後來漸漸接受。
- 艾雅（Aya，配音：Grey DeLisle）

哈爾和基格沃格偷開走的飛船，由守護者塞德創造。
裝有綠光中央電池的一部分，因此可讓能量不足的綠光戰警獲得極大的功率。
持有AI人工智能，因此會和人對話，經常幫助哈爾和基格沃格兩人行動。
受哈爾影響漸漸突破電腦限制而捨人救人。
- 雷蛇（Razer，配音：Jason Spisak）

原本的星球被摧毀後，雷蛇因失去妻子而感到憤怒，被阿托希塔斯變成紅光成員。
和左克斯一同襲擊邊緣地區的綠光戰警。
但實際上內在並不像阿托希塔斯、左克斯一樣殘暴。
被哈爾送入獄後受虐，但被艾雅解放並前往將被蜘蛛監守者捉住的哈爾和基格沃格救出，後和前者等人一起離開。

### 紅光軍團
- 阿托希塔斯（Atrocitus，配音：Jonathan Adams）

（前）紅光軍團的領導者。
由於他的星球的毀滅，便用紅光戒指不斷向綠光戰警進行無情的討伐，阿托希塔斯從來沒有找到真正的幸福，甚至不惜毀滅其他星球。
- 吉路斯·左克斯（Zillius Zox，配音：Tom Kenny）

幾乎從來沒有遠離阿托希塔斯的身邊，不斷稱讚他，認為雷蛇不夠格。

## 系列
| 季度 | 季度 | 集數 | 最初播出（美國日期） | 最初播出（美國日期） | DVD發行日期                                 | DVD發行日期 |
| 季度 | 季度 | 集數 | 該季度第一集         | 該季度完結           | 區域1                                       | 區域2       |
| ---- | ---- | ---- | -------------------- | -------------------- | ------------------------------------------- | ----------- |
|      | 1    | 26   | 2011年11月11日       | 2013年3月16日        | Part 1: 2012年8月28日 Part 2: 2013年6月25日 | 不適用      |

### 集數
| 集数 | 标题                  | 作家                        | 導演                   | 首播日期       | 制作代码 | 美国收视人数 （百万） |
| ---- | --------------------- | --------------------------- | ---------------------- | -------------- | -------- | --------------------- |
| 1–2  | Beware My Power       | Jim Krieg & Ernie Altbacker | Sam Liu & Rick Morales | 2011年11月11日 | 101-102  | 1.9                   |
| 3    | Razer's Edge          | Eugene Son                  | Sam Liu                | 2012年3月17日  | 103      | N/A                   |
| 4    | Into the Abyss        | Matt Wayne                  | Rick Morales           | 2012年3月24日  | 104      | N/A                   |
| 5    | Heir Apparent         | Jennifer Keene              | Sam Liu                | 2012年3月31日  | 105      | N/A                   |
| 6    | Lost Planet           | Michael F. Ryan             | Rick Morales           | 2012年4月7日   | 106      | N/A                   |
| 7    | Reckoning             | Ernie Altbacker             | Sam Liu                | 2012年4月14日  | 107      | N/A                   |
| 8    | Fear Itself           | Mark Hoffmeier              | Rick Morales           | 2012年4月21日  | 108      | N/A                   |
| 9    | ...In Love and War    | Andrew Robinson             | Sam Liu                | 2012年4月28日  | 109      | N/A                   |
| 10   | Regime Change         | Josh Hamilton               | Rick Morales           | 2012年5月5日   | 110      | 1.586                 |
| 11   | Flight Club           | Michael F. Ryan             | Sam Liu                | 2012年5月12日  | 111      | N/A                   |
| 12   | Invasion              | Ernie Altbacker             | Rick Morales           | 2012年5月19日  | 112      | 1.675                 |
| 13   | Homecoming            | Jim Krieg                   | Sam Liu                | 2012年5月26日  | 113      | 1.298                 |
| 14   | The New Guy           | 待定                        | 待定                   | ( )            | 待公佈   | 待定                  |
| 15   | Reboot                | 待定                        | 待定                   | ( )            | 待公佈   | 待定                  |
| 16   | Steam Lantern         | 待定                        | 待定                   | ( )            | 待公佈   | 待定                  |
| 17   | Blue Hope             | 待定                        | 待定                   | ( )            | 待公佈   | 待定                  |
| 18   | Prisoner of Sinestro  | 待定                        | 待定                   | ( )            | 待公佈   | 待定                  |
| 19   | Loss                  | 待定                        | 待定                   | ( )            | 待公佈   | 待定                  |
| 20   | Cold Fury             | 待定                        | 待定                   | ( )            | 待公佈   | 待定                  |
| 21   | Babel                 | 待定                        | 待定                   | ( )            | 待公佈   | 待定                  |
| 22   | Love is a Battlefield | 待定                        | 待定                   | ( )            | 待公佈   | 待定                  |
| 23   | Larfleeze             | 待定                        | 待定                   | ( )            | 待公佈   | 待定                  |
| 24   | Scarred               | 待定                        | 待定                   | ( )            | 待公佈   | 待定                  |
| 25   | Ranx                  | 待定                        | 待定                   | ( )            | 待公佈   | 待定                  |
| 26   | Dark Matter           | 待定                        | 待定                   | ( )            | 待公佈   | 待定                  |

## 反應

### 評價
《綠燈俠》第一次出現在2011年的動漫展，得到了積極的評論。克里斯·西姆斯在Townsquare Media評論，他從來沒有作為綠燈俠的粉絲，DC動畫宇宙的創造者布魯斯·蒂姆，當他聽說蒂姆生產一系列他開始期待，說一個小時首映是「做正確的事」。漫畫藤的托尼·格雷羅說：「這是一個良好的第一集，絕對值得一試」。《綜藝》的布賴恩·洛瑞也稱讚其動畫風格，他說：「華納兄弟CGI整整走到了一個大膽的、圓滑的設計，比什麼都酷似《超人特攻隊》」。

### 獎項
| 獎項         | 類別                                       | 方式 | 備註                   |
| ------------ | ------------------------------------------ | ---- | ---------------------- |
| 第39屆安妮獎 | 一般觀眾最佳的電視動畫                     | 提名 |                        |
| 第39屆安妮獎 | 在一個電視劇製作的音樂 - Frederik Wiedmann | 提名 |                        |
| 第40屆安妮獎 | 動畫電視/廣播製作音樂 - Frederik Wiedmann  | 提名 | 指對「Into the Abyss」 |

## 外部連結
- 官方网站
- 互联网电影数据库（IMDb）上《綠燈俠：動畫系列》的资料（英文）
- Fandom上的更多相关：Green Lantern: The Animated Series Wiki